# Договір про приєднання (2005)

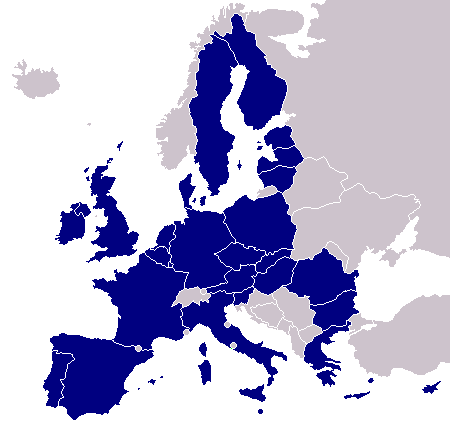
Європейський Союз станом на 2007 рік

Договір про приєднання 2005 року є угодою між державами-членами Європейського Союзу та Болгарією та Румунією. Він набув чинності 1 січня 2007 року. Договір організував вступ Болгарії та Румунії до ЄС та вніс зміни до попередніх договорів Європейського Союзу. Як така вона є невід'ємною частиною конституційної основи Європейського Союзу.

## Повна назва
Повна офіційна назва Договору:

## Історія
Після успішного завершення переговорів про вступ Європейська Рада 17 грудня 2004 р. дійшла висновку, що Болгарія та Румунія готові стати членами Європейського Союзу. Запит на згоду (C6‑0085/2005) був поданий до Європейського парламенту.
22 лютого Європейська комісія 2005 року дала схвальну думку щодо вступу Болгарії та Румунії до Європейського Союзу. У результаті 13 квітня 2005 року Європейський парламент дав згоду на заявки Болгарії та Румунії на вступ до Європейського Союзу. Парламент проголосував за Румунію з 497 голосами «за», 93 «проти» і 71 утримався, тоді як Болгарія отримала 522 голоси «за», 70 голосів «проти» і 69 утрималися. 25 квітня 2005 року Рада Європейського Союзу прийняла заявки про вступ Болгарії та Румунії.
Договір було підписано 25 квітня 2005 року в Ноймюнстерському абатстві, Люксембург. На додаток до Договору про приєднання було підписано Заключний акт. Заключний акт реєструє результати переговорів про вступ, включаючи будь-які заяви, зроблені сторонами. У ньому також були визначені заходи щодо періоду між підписанням і набуттям договору чинності. Ратифікація Договору про приєднання підсумована в таблиці нижче. Процес завершився 20 грудня 2006 року.
За замовчуванням дата набуття чинності Договором була 1 січня 2007 року. Було передбачено перенесення вступу однієї чи обох країн до 1 січня 2008 року. Таке рішення могла прийняти Рада Європейського Союзу за рекомендацією Європейської Комісії. У своєму моніторинговому звіті від 16 травня 2006 року Комісія надала остаточну рекомендацію щодо дати приєднання, але попросила про подальший прогрес у Болгарії та Румунії. У звіті про моніторинг від 26 вересня 2006 року було зроблено висновок, що обидві країни були достатньо підготовлені для виконання політичних, економічних критеріїв та критеріїв acquis. Він рекомендував не відкладати вступ (замість відкладення членства було вирішено усунути недоліки шляхом подальшого механізму співпраці та перевірки). Договір набув чинності 1 січня 2007 року.

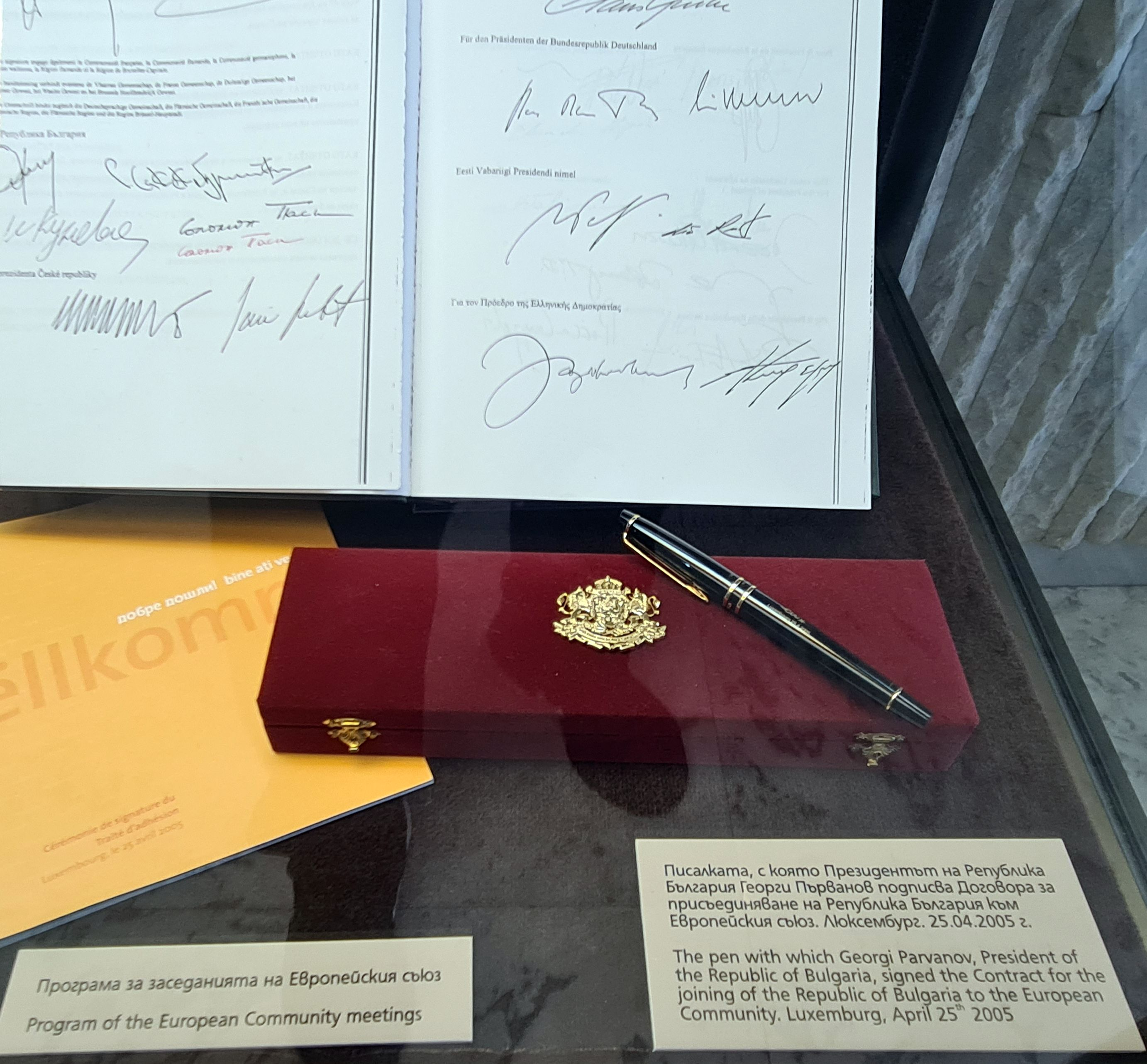
Ручка, якою президент Георгій Парванов підписав договір про вступ Болгарії до ЄС, 25 квітня 2005 р., Національний історичний музей, Софія.

## Зміст

### 2. Договір
Сам Договір складається з шести статей.
Стаття 1 передбачає вступ Республіки Болгарії та Румунії до Європейського Союзу.
Параграф 1 робить Республіку Болгарія та Румунію повноправними членами Європейського Союзу.
Параграф 2 робить обидві країни учасниками Договору про створення Конституції для Європи та Договору про створення Європейського співтовариства з атомної енергії. Таким чином, Болгарія та Румунія не повинні ратифікувати Договір про створення Конституції для Європи окремо.
Пункт 3 робить Протокол, який встановлює умови та умови для прийняття, та додатки до нього невід'ємною частиною самого Договору.
Параграф 4 додає вищезгаданий Протокол до Договору про заснування Конституції для Європи та до Договору про створення Європейського співтовариства з атомної енергії та робить його положення невід'ємною частиною цих договорів.
Стаття 2 передбачає ситуацію, коли сам Договір набирає чинності до Договору про створення Конституції для Європи. Таким чином, це забезпечить правову основу членства Болгарії та Румунії з 1 січня 2007 року до остаточного введення в дію Конституції Європи в її нинішньому вигляді (якщо взагалі буде).
У параграфі 1 зазначено, що обидві країни стають учасниками договорів, на яких засновано Європейський Союз. Положення частини 2-4 статті 1 будуть застосовуватися лише з дати набрання чинності Конституцією Європи.
У параграфі 2 зазначено, що до вищезгаданої події умови прийняття та внесення змін до договорів, на яких засновано Союз, будуть передбачатися Актом, що додається до Договору, який є невід’ємною частиною самого Договору.
Пункт 3 передбачає заміну Акту Протоколом після набрання чинності Конституцією Європи та правові наслідки цього зміни.
Стаття 3 визначає всі держави-члени Європейського Союзу, включаючи Болгарію та Румунію, як рівноправних щодо всіх договорів Союзу, включаючи цей.
Стаття 4 стосується ратифікації та набуття чинності Договору.
У параграфі 1 зазначено, що Договір має бути ратифікований всіма сторонами до 31 грудня 2006 року, а ратифікаційні грамоти мають бути здані на зберігання італійському уряду.
Параграфи 2 і 3 визначають дані, з яких Договір набуває чинності, механізм можливого відстрочення щодо однієї або обох держав, що приєдналися, і передбачає ситуацію, коли одна або кілька країн ратифікували Договір, але не здали на зберігання ратифікаційні грамоти до 1 січня 2007 року. Процедури ратифікації були завершені вчасно, і Договір набув чинності 1 січня 2007 року на території всіх держав-членів.
Стаття 5 передбачає, що Договір про створення Конституції для Європи, складений болгарською та румунською мовами, буде доданий до цього Договору, і вони будуть автентичними на тих самих умовах, що й тексти всіма іншими офіційними мовами Європейського Союзу.
У статті 6 зазначено, що Договір існує як єдиний оригінал, оформлений усіма офіційними мовами Європейського Союзу. Кожен із цих текстів є однаково автентичним, і оригінал буде передано на зберігання італійському уряду, а всі сторони отримають завірені копії.